# Hyperphrona nitidipennis
Hyperphrona nitidipennis är en insektsart som först beskrevs av Carl Stål 1874.  Hyperphrona nitidipennis ingår i släktet Hyperphrona och familjen vårtbitare. Inga underarter finns listade i Catalogue of Life.